# Codicologie
La codicologie (du latin cōdex, génitif cōdicis, « codex, livre » ; et du grec -λογία / -logía, « discours, étude », d'où « -logie ») est l'étude des manuscrits reliés en codex en tant qu'objets matériels. Le codex s'apparente aux livres modernes, dont on peut feuilleter les pages. Il est apparu dans le monde occidental dans le courant du IIIe siècle apr. J.-C. Il a, lentement, supplanté les volumina devenus rotuli, qui demeurèrent longtemps le mode de présentation traditionnelle des écrits, c'est-à-dire sous forme de rouleau qu'on déployait pour pouvoir lire le texte.

## Description

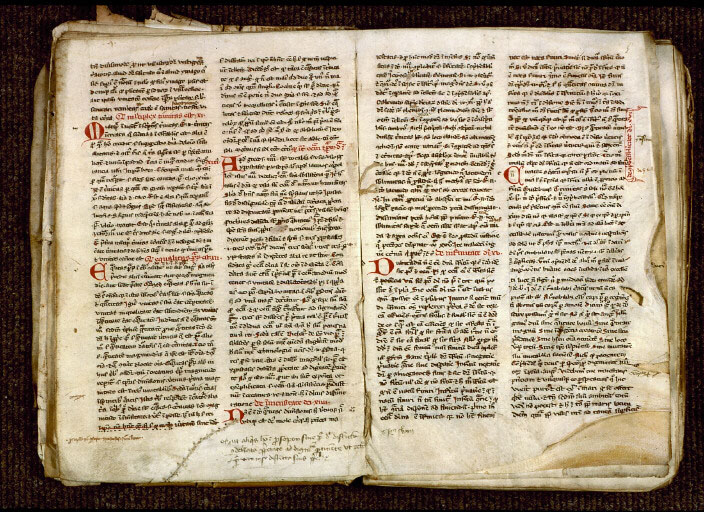
Hugo Ripelin de Argentina, Compendium theologicae veritatis

Science connexe de la paléographie — qui étudie l’écriture et ses aspects matériels — et issue de celle-ci, la codicologie est une discipline scientifique qui étudie le livre manuscrit comme objet matériel, c’est-à-dire comme support de texte, afin de mieux comprendre l'histoire du texte (ou des textes) qui est parvenu jusqu'à nous. C'est ainsi qu'elle passe en revue les techniques de fabrication et les divers accidents qui ont pu affecter ces ouvrages :
- reliure de deux manuscrits en un seul, ou, au contraire division d'un seul en plusieurs ;
- insertion, suppression et interversion de cahiers (un cahier est un ensemble de feuilles qui, pliées et reliées ensemble, forment plusieurs feuillets, chacun portant deux pages : recto et verso) ;
- numérotation et renumérotation des folios (le plus souvent) ou de pages ;
- marques employées par les créateurs du codex pour répartir le travail entre plusieurs copistes ;
- accidents destructifs (vers, incendie, corrosion, taches, etc.). Au XIXe siècle, Paul-Louis Courier se rendit célèbre dans le milieu des philologues en provoquant une énorme tache d'encre sur un manuscrit particulièrement précieux des Pastorales de Longus.

La codicologie s'intéresse également aux types de support (papier, parchemin), à la taille des codex, à leur couverture.

## Histoire du mot
Le terme vient du français codex, lui-même du latin classique codex et du suffixe –logie (-λογία), lui-même du grec ancien λόγος / logos, « connaissance, science », d’où le sens d’« étude ou science des manuscrits ». Il est attesté en français dans l’enseignement de Charles Samaran (qui propose en 1934-1935 le mot codicographie) à partir des années 1940 et chez Alphonse Dain en 1949. Chacun d’eux revendique la paternité du terme. Le terme anglais équivalent est issu du français et est attesté en 1953. Le mot en français rentre dans le Grand Larousse encyclopédique en 1959 : la définition donnée est « science qui étudie la réalisation matérielle du livre manuscrit ».